# 小西友七
小西 友七（こにし ともしち、1917年〈大正6年〉9月10日 - 2006年〈平成18年〉9月10日）は、日本の英語学者。英和・和英辞典編纂者。神戸市外国語大学名誉教授。英語語法文法学会初代会長。京都府出身。
大の阪神ファンであったため、編集主幹を務めた「ジーニアス和英辞典」に阪神びいきの例文が多いことで知られた。

## 略歴
- 1941年（昭和16年）- 東京外国語学校英語科卒
- 1951年（昭和23年）- 京都大学文学部英文科卒、神戸市外国語大学助手
- 同講師、助教授、教授
- 1983年（昭和58年）- 同定年退官、名誉教授、甲南女子大学教授
- 1991年（平成 3年）- 甲南女子大学退職
- 1992年春、勲三等旭日中綬章受勲

## 主要編纂辞典
- 『アンカー英和辞典』（学習研究社、1972年）
- 『ジーニアス英和辞典』（大修館書店、1987年）
- 『ランダムハウス英和大辞典 第2版』（小学館、1993年）
- 『プログレッシブ英和中辞典 第2版』（小学館、1986年）ISBN 9784095102023
- 『ラーナーズ プログレッシブ英和辞典』（小学館、1996年）ISBN 9784095102429
- 『ジーニアス和英辞典』（大修館書店、1997年）
- 『グランドセンチュリー和英辞典』（三省堂、2000年）
- 『現代英語語法辞典』（三省堂、2006年）
- 『ウィズダム和英辞典』（三省堂、2007年）